# 305/50 Mod. 1912
Il cannone da 305/50 Mod. 1912 fu un cannone  pesante realizzato per le batterie dell'artiglieria da costa italiana ed utilizzato dalla prima alla seconda guerra mondiale.

## Storia
Nel 1906 l'Ispettorato Generale d'Artiglieria stabilì la realizzazione di nuove batterie costiere più efficienti, con pezzi di artiglieria più potenti, in sostituzione degli antiquati obici da 280 mm in barbetta. L'anno successivo la commissione incaricata di decidere la tipologia di impianto scelse il progetto presentato dalla Armstrong di Pozzuoli. Il progetto prevedeva la realizzazione di tre batterie per la difesa di Venezia: la Batteria San Marco, la Batteria Edo e la Batteria Dandolo, ognuna su due cannoni in torre corazzata in pozzo. Le tre batterie entrarono in servizio tra il 1909 ed il 1913, cosicché allo scoppio della Grande Guerra erano tutte operative e presidiate dal 5º Reggimento artiglieria da costa e fortezza. Le battere rimasero operative fino alla seconda guerra mondiale, gestite, nell'ambito del sistema della difesa costiera, da personale del Regio Esercito.

## Tecnica
- granata perforante da 305/50: di acciaio, peso 445 kg, carica di tritolo;
- granata da 305/50 con cappuccio: di acciaio, peso 406 kg, carica di tritolo.

La bocca da fuoco, pesante 74 t, ha canna con rigatura destrorsa costante. L'otturatore è a vite cilindrica con anello plastico. Il congegno di sparo è mutuato dal contemporaneo obice da 305/17 della stessa Armstrong. La bocca da fuoco è installata in impianto a pozzo, pesante in totale 199,9 t. Essa, inserita sulla culla con freno di sparo idraulico e recuperatore ad aria compressa, è incavalcata su un affusto ad aloni; questo è fissato su una piattaforma a tamburo che ruota su 360° su una controrotaia fissata su un ampio gradino all'interno del pozzo in calcestruzzo che accoglie e protegge l'impianto. La piattaforma con il pezzo è protetta, per la parte che sporge dal pozzo, da una casamatta corazzata in acciaio ad unghia di cavallo. Sotto la piattaforma, in un tamburo di diametro minore, si trova la camera di manovra. Questa è attraversata da un elevatore elettrico che solleva i proietti dai locali sottostanti la camera di manovra fino alla casamatta, a sinistra dell'affusto. L'elevazione (da -2° a +12°) ed il brandeggio sono asserviti a manovre elettriche e/o manuali.